# Nordamerikanska mästerskapet i volleyboll för damer 2005
Nordamerikanska mästerskapet 2005 i volleyboll för damer utspelade sig 6 till 11 september 2005 i Port of Spain,  Trinidad och Tobago. Det var den nittonde upplagan av turneringen och åtta landslag från NORCECA:s medlemsförbund  deltog. USA vann tävlingen för femte gången genom att slå Kuba i finalen. Nancy Meendering utsågs till mest värdefulla spelare.

## Deltagande lag
| Lag                     | Deltog senast                |
| ----------------------- | ---------------------------- |
| Barbados                | Mexiko 1999                  |
| Kanada                  | Dominikanska republiken 2003 |
| Kuba                    | Dominikanska republiken 2003 |
| Mexiko                  | Dominikanska republiken 2001 |
| Puerto Rico             | Dominikanska republiken 2003 |
| Dominikanska republiken | Dominikanska republiken 2003 |
| USA                     | Dominikanska republiken 2003 |
| Trinidad och Tobago     | Dominikanska republiken 2003 |

## Grupper
| Grupp A                                                                | Grupp B                      |
| ---------------------------------------------------------------------- | ---------------------------- |
| Barbados · Puerto Rico · Dominikanska republiken · Trinidad och Tobago | Kanada · Kuba · Mexiko · USA |

## Första rundan

### Grupp A

#### Resultat
| Datum    | Mellan                                        | Resultat | Set   | Set   | Set   | Set  | Set | Poäng totalt | Speltid | Åskådare |
| Datum    | Mellan                                        | Resultat | 1     | 2     | 3     | 4    | 5   | Poäng totalt | Speltid | Åskådare |
| -------- | --------------------------------------------- | -------- | ----- | ----- | ----- | ---- | --- | ------------ | ------- | -------- |
| 06-09-05 | Dominikanska republiken - Barbados            | 3 - 0    | 25:14 | 25:12 | 25:12 |      |     | 75 - 38      | 1h:00   | 250      |
| 06-09-05 | Puerto Rico - Trinidad och Tobago             | 3 - 0    | 25:14 | 25:9  | 25:6  |      |     | 75 - 29      | 0h:53   | 450      |
| 07-09-05 | Puerto Rico - Barbados                        | 3 - 0    | 25:10 | 25:10 | 25:5  |      |     | 75 - 25      | 1h:02   | 250      |
| 07-09-05 | Dominikanska republiken - Trinidad och Tobago | 3 - 0    | 25:8  | 25:20 | 25:10 |      |     | 75 - 38      | 1h:03   | 400      |
| 08-09-05 | Puerto Rico - Dominikanska republiken         | 3 - 0    | 25:23 | 25:21 | 25:22 |      |     | 75 - 66      | 1h:23   | 400      |
| 08-09-05 | Barbados - Trinidad och Tobago                | 3 - 1    | 25:22 | 23:25 | 25:20 | 25:9 |     | 98 - 76      | 1h:40   | 500      |

#### Sluttabell
| Pos | Landslag                | Poäng | Matcher | Matcher | Matcher   | Set   | Set       | Kvot  | Poäng | Poäng     | Kvot  |
| Pos | Landslag                | Poäng | Spelade | Vunna   | Förlorade | Vunna | Förlorade | Kvot  | Vunna | Förlorade | Kvot  |
| --- | ----------------------- | ----- | ------- | ------- | --------- | ----- | --------- | ----- | ----- | --------- | ----- |
| 1   | Puerto Rico             | 6     | 3       | 3       | 0         | 9     | 0         | MAX   | 225   | 120       | 1.875 |
| 2   | Dominikanska republiken | 5     | 3       | 2       | 1         | 6     | 3         | 2.000 | 216   | 151       | 1.430 |
| 3   | Barbados                | 4     | 3       | 1       | 2         | 3     | 7         | 0.428 | 161   | 226       | 0.712 |
| 4   | Trinidad och Tobago     | 3     | 3       | 0       | 3         | 1     | 9         | 0.111 | 143   | 248       | 0.576 |

      Kvalificerade för semifinal.
      Kvalificerade för kvartsfinal.

### Grupp B

#### Resultat
| Datum    | Mellan          | Resultat | Set   | Set   | Set   | Set   | Set | Poäng totalt | Speltid | Åskådare |
| Datum    | Mellan          | Resultat | 1     | 2     | 3     | 4     | 5   | Poäng totalt | Speltid | Åskådare |
| -------- | --------------- | -------- | ----- | ----- | ----- | ----- | --- | ------------ | ------- | -------- |
| 06-09-05 | Kuba - Mexiko   | 3 - 0    | 25:18 | 25:18 | 25:20 |       |     | 75 - 56      | 1h:15   | 200      |
| 06-09-05 | USA - Kanada    | 3 - 1    | 22:25 | 25:17 | 25:22 | 25:14 |     | 97 - 78      | 1h:47   | 400      |
| 07-09-05 | USA - Mexiko    | 3 - 0    | 25:4  | 25:22 | 25:16 |       |     | 75 - 42      | 1h:08   | 200      |
| 07-09-05 | Kuba - Kanada   | 3 - 0    | 25:21 | 25:18 | 25:18 |       |     | 75 - 57      | 1h:15   | 350      |
| 08-09-05 | Kanada - Mexiko | 3 - 0    | 25:17 | 25:22 | 25:15 |       |     | 75 - 54      | 1h:14   | 250      |
| 08-09-05 | Kuba - USA      | 3 - 0    | 25:13 | 25:22 | 25:16 |       |     | 75 - 51      | 1h:14   | 500      |

#### Sluttabell
| Pos | Landslag | Poäng | Matcher | Matcher | Matcher   | Set   | Set       | Kvot  | Poäng | Poäng     | Kvot  |
| Pos | Landslag | Poäng | Spelade | Vunna   | Förlorade | Vunna | Förlorade | Kvot  | Vunna | Förlorade | Kvot  |
| --- | -------- | ----- | ------- | ------- | --------- | ----- | --------- | ----- | ----- | --------- | ----- |
| 1   | Kuba     | 6     | 3       | 3       | 0         | 9     | 0         | MAX   | 225   | 164       | 1.371 |
| 2   | USA      | 5     | 3       | 2       | 1         | 6     | 4         | 1.500 | 223   | 195       | 1.143 |
| 3   | Kanada   | 4     | 3       | 1       | 2         | 4     | 6         | 0.666 | 210   | 226       | 0.929 |
| 4   | Mexiko   | 3     | 3       | 0       | 3         | 0     | 9         | 0.000 | 152   | 225       | 0.675 |

      Kvalificerade för semifinal.
      Kvalificerade för kvartsfinal.

## Slutspelsfasen

### Spelschema
|  | Kvartsfinaler           | Kvartsfinaler           | Kvartsfinaler           |                         |      | Semifinaler | Semifinaler | Semifinaler             |                         |                     | Final               | Final               | Final |  |
|  |                         |                         |                         |                         |      |             |             |                         |                         |                     |                     |                     |       |  |
|  |                         |                         |                         |                         |      | Kuba        | Kuba        | 3                       |                         |                     |                     |                     |       |  |
|  |                         |                         |                         |                         |      | Kuba        | Kuba        | 3                       |                         |                     |                     |                     |       |  |
|  |                         |                         | Dominikanska republiken | Dominikanska republiken | 0    |             |             |                         |                         |                     |                     |                     |       |  |
|  | Dominikanska republiken | Dominikanska republiken | Dominikanska republiken | Dominikanska republiken | 0    | 3           |             |                         |                         |                     |                     |                     |       |  |
|  | Dominikanska republiken | Dominikanska republiken |                         |                         |      |             |             |                         |                         |                     |                     |                     |       |  |
|  | Kanada                  | Kanada                  | 0                       |                         |      |             |             |                         |                         |                     |                     |                     |       |  |
|  | Kanada                  | Kanada                  | 0                       |                         | Kuba | Kuba        | 2           |                         |                         |                     |                     |                     |       |  |
|  |                         |                         |                         |                         |      |             |             |                         |                         |                     |                     |                     |       |  |
|  |                         |                         | USA                     | USA                     | 3    |             |             |                         |                         |                     |                     |                     |       |  |
|  | USA                     | USA                     | USA                     | USA                     | 3    | 3           |             |                         |                         |                     |                     |                     |       |  |
|  | USA                     | USA                     |                         |                         |      | 3           |             |                         |                         |                     |                     |                     |       |  |
|  | Barbados                | Barbados                | 0                       |                         |      |             |             |                         |                         |                     |                     |                     |       |  |
|  | Barbados                | Barbados                | 0                       |                         | USA  | USA         | 3           |                         |                         | Match om tredjepris | Match om tredjepris | Match om tredjepris |       |  |
|  |                         |                         |                         |                         | USA  | USA         | 3           |                         |                         |                     |                     |                     |       |  |
|  |                         |                         | Puerto Rico             | Puerto Rico             | 0    |             |             |                         |                         |                     |                     |                     |       |  |
|  |                         |                         |                         | Puerto Rico             | 0    |             |             | Dominikanska republiken | Dominikanska republiken | 3                   |                     |                     |       |  |
|  |                         |                         |                         |                         |      |             |             | Dominikanska republiken | Dominikanska republiken | 3                   |                     |                     |       |  |
|  |                         |                         |                         |                         |      | Puerto Rico | Puerto Rico | 0                       |                         |                     |                     |                     |       |  |

#### Resultat
| Datum    | Mellan                                | Resultat | Set   | Set   | Set   | Set   | Set   | Poäng totalt | Speltid | Åskådare |
| Datum    | Mellan                                | Resultat | 1     | 2     | 3     | 4     | 5     | Poäng totalt | Speltid | Åskådare |
| -------- | ------------------------------------- | -------- | ----- | ----- | ----- | ----- | ----- | ------------ | ------- | -------- |
| 09-09-03 | Dominikanska republiken - Kanada      | 3 - 0    | 25:22 | 25:19 | 25:14 |       |       | 75 - 55      | 1h:16   | 550      |
| 09-09-03 | USA - Barbados                        | 3 - 0    | 25:16 | 25:9  | 25:5  |       |       | 75 - 30      | 1h:04   | 500      |
| 10-09-03 | USA - Puerto Rico                     | 3 - 0    | 25:18 | 25:18 | 25:18 |       |       | 75 - 47      | 1h:19   | 650      |
| 10-09-03 | Kuba - Dominikanska republiken        | 3 - 0    | 25:12 | 25:12 | 25:18 |       |       | 75 - 42      | 1h:06   | 1.150    |
| 11-09-03 | Dominikanska republiken - Puerto Rico | 3 - 0    | 25:19 | 25:19 | 25:13 |       |       | 75 - 51      | 1h:10   | 750      |
| 11-09-03 | USA - Kuba                            | 3 - 2    | 25:13 | 22:25 | 27:25 | 20:25 | 15:10 | 109 - 98     | 2h:06   | 1.350    |

### Match om femteplats

#### Resultat
| Datum    | Mellan            | Resultat | Set   | Set   | Set   | Set | Set | Poäng totalt | Speltid | Åskådare |
| Datum    | Mellan            | Resultat | 1     | 2     | 3     | 4   | 5   | Poäng totalt | Speltid | Åskådare |
| -------- | ----------------- | -------- | ----- | ----- | ----- | --- | --- | ------------ | ------- | -------- |
| 10-09-03 | Kanada - Barbados | 3 - 0    | 25:20 | 25:10 | 25:14 |     |     | 75 - 44      | 1h:09   | 225      |

### Match om sjundeplats

#### Resultat
| Datum    | Mellan                       | Resultat | Set   | Set   | Set   | Set | Set | Poäng totalt | Speltid | Åskådare |
| Datum    | Mellan                       | Resultat | 1     | 2     | 3     | 4   | 5   | Poäng totalt | Speltid | Åskådare |
| -------- | ---------------------------- | -------- | ----- | ----- | ----- | --- | --- | ------------ | ------- | -------- |
| 09-09-03 | Mexiko - Trinidad och Tobago | 3 - 0    | 25:10 | 25:21 | 25:12 |     |     | 75 - 33      | 0h:55   | 200      |

## Slutplaceringar
| Sluttabell | Lag                     | Kvalificerat för         |
| ---------- | ----------------------- | ------------------------ |
|            | USA                     | Grand Champions Cup 2005 |
|            | Kuba                    |                          |
|            | Dominikanska republiken |                          |
| 4          | Puerto Rico             |                          |
| 5          | Kanada                  |                          |
| 6          | Barbados                |                          |
| 7          | Mexiko                  |                          |
| 8          | Trinidad och Tobago     |                          |

## Individuella utmärkelser
| Utmärkelse              | Namn             | Lag                     |
| ----------------------- | ---------------- | ----------------------- |
| Mest värdefulla spelare | Nancy Meendering | USA                     |
| Bästa poängvinnare      | Tayyiba Haneef   | USA                     |
| Bästa anfallare         | Zoila Barros     | Kuba                    |
| Bästa blockare          | Cindy Rondón     | Dominikanska republiken |
| Bästa servare           | Nancy Carrillo   | Kuba                    |
| Bästa passare           | Lindsey Berg     | USA                     |
| Bästa mottagare         | Áurea Cruz       | Puerto Rico             |
| Bästa försvarare        | Annie Levesque   | Kanada                  |
| Bästa libero            | Alexandra Caso   | Dominikanska republiken |